# Il Collettivo Teatrale La Comune

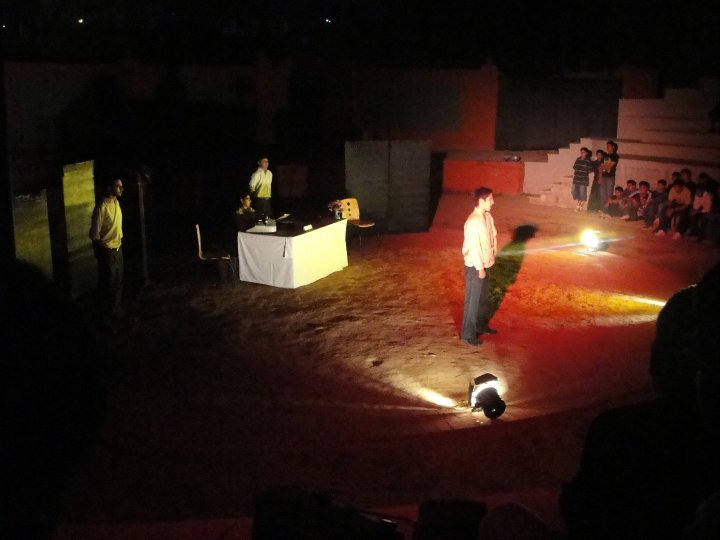
Presentació de Mort accidental d'un anarquista, concebuda per La Comune

Il Collettivo Teatrale La Comune, conegut popularment per La Comune és una companyia teatral dirigida per Dario Fo, que la va crear a Milà l'any 1969 juntament amb la seva esposa Franca Rame i un grup de tècnics i actors, la majoria no professionals.
En 1968, Fo havia format la companyia Nuova Scena, una cooperativa teatral associada al Partit Comunista Italià, amb el propòsit de tornar al teatre l'origen popular i el seu valor social. La idea era presentar obres de teatre compromesses social i políticament, a espais alternatius -fàbriques, clubs de treballadors- i preus populars. Desacords polítics amb el partit el van fer deslligar el seu projecte teatral del Partit Comunista i crear una companyia teatral independent amb els mateixos objectius. Així, el 1969 La Comune va néixer com un col·lectiu teatral anternatiu, "resident" a una antiga fàbrica de Milà que s'utilitzava com a punt de trobada i debat, i a la qual també es feien projeccions, col·loquis i assemblees.
La majoria d'obres teatrals estan escrites conjuntament amb Rame i altres col·laboradors de la companyia. En la primera etapa el teatre que s'hi feia era directament política, gairebé militant. En 1970 van presentar Mort accidental d'un anarquista, que encara actualment és l'obra teatral més vista de Dario Fo.